# Icerya morrisoni
Icerya morrisoni är en insektsart som beskrevs av Rao 1951. Icerya morrisoni ingår i släktet Icerya och familjen pärlsköldlöss. Inga underarter finns listade i Catalogue of Life.